# Freedom Caucus
Freedom Caucus, còn được biết tới như là House Freedom Caucus, là một congressional caucus (nhóm chính trị trong quốc hội) bao gồm các đảng viên đảng Cộng hòa Bảo thủ và Tự do của Hạ viện Hoa Kỳ. Nó được hình thành vào năm 2015 bởi các thành viên mà Jim Jordan gọi là nhóm "nhỏ hơn, gắn kết, nhanh nhẹn và hoạt động hơn" của các nghị sĩ bảo thủ.
Nhiều thành viên cũng là thành viên của Ủy ban Republican Study Committee lớn hơn nhiều. Nhóm chính trị quốc hội này cũng thân thiện với Phong trào Tiệc Trà. Freedom Caucus được xem là nhóm cực hữu nhất  trong House Republican Conference (nhóm đại biểu Cộng hòa trong Hạ viện).

## Hoạt động

### Tẩy chay Trumpcare 2017
Vào ngày 24 tháng 3 năm 2017, Đạo luật Chăm sóc Sức khoẻ Hoa Kỳ (American Health Care Act - AHCA, thường được gọi là Trumpcare), dự luật của Đảng Cộng hòa để bãi bỏ và thay thế Đạo luật Bảo vệ Bệnh nhân và Chăm sóc Sức khỏe Hợp túi tiền (Obamacare), đã bị Chủ tịch Nhóm Cộng hòa tại quốc hội Paul Ryan và tổng thống Hoa Kỳ Trump rút lại vì thiếu phiếu để được thông qua, do phần lớn là từ sự phản đối từ nhóm Cộng hòa Freedom Caucus, vì Trumpcare không bãi bỏ hoàn toàn Obamarecare.
Hai ngày sau, Tổng thống Donald Trump công khai chỉ trích Freedom Caucus và các nhóm cánh hữu khác, như Club for Growth (Câu lạc bộ Tăng trưởng) và Heritage Action (Hành động Di sản), đã phản đối dự luật. Cùng ngày, nghị sĩ Ted Poe của Texas rút ra khỏi Freedom Caucus  Vào ngày 30 tháng 3 năm 2017, Trump "tuyên bố chiến tranh"với Freedom Caucus, gửi một bài viết trên tweet thúc giục các đảng viên Cộng hòa phải "chống lại họ" trong các cuộc bầu cử giữa kỳ năm 2018 "nếu họ không tham gia vào nhóm" (tức là ủng hộ đề xuất của Trump). [  Thành viên của Nhóm Freedom Caucus Justin Amash đã đáp lại bằng cách buộc tội Trump "chịu thua nhóm có quyền lực ở  D.C." 